# 오포 디지탈
오포 디지탈(영어: OPPO Digital 중국어: OPPO影音)는 오포 일렉트로닉스의 자회사이자, 중화인민공화국의 전자제품 판매 및 기업이다. 오포 일렉트로닉스는 스마트폰을 제조및 판매하는 반면에, 여기는 전자 제품을 따로 만드는 곳이다. 주로, Blu-ray 플레이어, 헤드폰 및 헤드폰 중폭기 등을 제조및 판매를 한다.